# イトヒキハゼ
イトヒキハゼ（糸引鯊、学名：Myersina filifer）は、スズキ目ハゼ科に分類される魚。噛みつく習性があることから各地の方言で「テカミ」（手噛み）などと呼ばれる。

## 分布
インド洋と西太平洋の熱帯・亜熱帯域に広く分布し、日本では西日本で見られる。

## 形態
全長は15cmほど。体色は全体的に淡い褐色だが、胴体に数本の太い横しま模様、第1背びれに黒い斑点がある。第2背びれと尾びれの上半分には赤い斑点が点線状に3列-4列並ぶ。
頭部は丸く、目は頭部の前方についている。口は目の後ろまで大きく開き、顎には細かい歯が並ぶ。頬には青くて小さな斑点がたくさんある。鱗は小さい。第1背びれが大きく、軟条が糸状に伸びるのが特徴で、和名もここに由来する。他のひれも大きく、他のハゼに比べると大きなひれを引きずるような外見をしている。

## 生態
波の穏やかな内湾の砂泥底に生息し、テッポウエビ類の巣穴に共生する。敵が迫ると視力の悪いテッポウエビに危険を知らせ、一緒に巣穴にもぐりこむ。
キスやマハゼなどと生息域が重なっており、それらを狙った釣りで挙がる「外道」の一つである。かかると口を大きく開けて釣りあがってきて、釣り針を外す時に噛みついてくる。毒はないがハゼにしては顎の力が強く、往々にして手に思わぬ痛みが走り、釣り人を驚かせることになる。あまり食用にはしないが、ヒラメやマゴチなどの釣り餌に使われることもある。
長い間イトヒキハゼ属（Cryptocentrus）とされ、学名Cryptocentrus filifer だったが、分類の見直しが行われた結果ハゴロモハゼ属
（Myersina）に移り、学名Myersina filifer となった。

## 別名
テカミ（各地）、ユビカミ、ユビカジリ、オキムツ、トラハゼなど。噛みついてくることに因んだ方言呼称が多い。

## 近似種
よく似た種類にヒメイトヒキハゼがいる。幼魚では区別が難しいが、成魚では頬に青い斑点がないので区別できる。